# Terror Squad Entertainment
Terror Squad Entertainment – hip-hopowa wytwórnia muzyczna założona w 1993 przez amerykańskiego rapera Fat Joe. W Terror Squad Entertainment swoje albumy wydawali m.in.: Fat Joe, Big Pun, DJ Khaled, Remy Ma oraz Terror Squad.

## Albumy wydane przez Terror Squad Entertainment
1993
- Fat Joe – Represent

1995
- Fat Joe – Jealous One’s Envy

1998
- Fat Joe – Don Cartagena
- Big Pun – Capital Punishment

1999
- Terror Squad – The Album

2000
- Big Pun – Yeeeah Baby

2001
- Fat Joe – Jealous Ones Still Envy (J.O.S.E.)

2002
- Fat Joe – Loyalty

2004
- Terror Squad – True Story

2005
- Fat Joe – All or Nothing

2006
- Fat Joe – Me, Myself & I
- DJ Khaled – Listennn... the Album
- Remy Ma – There’s Something about Remy: Based on a True Story

2007
- DJ Khaled – We The Best

2008
- Fat Joe – The Elephant in the Room
- DJ Khaled – We Global

2009
- Fat Joe – Jealous Ones Still Envy 2 (J.O.S.E. 2)

2010
- Fat Joe – The Darkside Vol.1
- DJ Khaled – Victory

2011
- DJ Khaled – We the Best

2012
- DJ Khaled – Kiss the Ring